# Beaver (affluente Severn)
Il Beaver è un fiume del Canada lungo 25 chilometri. Nasce da lago nel nord dell'Ontario ed è un affluente del fiume Severn.